# Helga Schlack
Helga Schlack (* 12. Oktober 1938 in Berlin) ist eine deutsche Schauspielerin.

## Leben
Helga Schlack erhielt Ballettunterricht bei Tatjana Gsovsky und hatte erste Auftritte als Tänzerin absolviert, ehe sie in ihrer Heimatstadt Berlin Schauspielunterricht bei Else Bongers nahm. Engagements an Berliner Theatern sowie nach Zürich und Wien schlossen sich an.
Mit 21 Jahren wurde sie für den Film entdeckt. In tragenden Nebenrollen, seltener Hauptrollen, spielte Helga Schlack meist junge, adrette und freundliche junge Frauen von heute in reinen Unterhaltungsfilmen; fast nie stellten diese Aufgaben eine künstlerische Herausforderung dar. In Erinnerung geblieben sind vor allem drei Jerry-Cotton-Krimis der Jahre 1965/66, wo sie Helen, die Assistentin des FBI-Chefs Mr. High (Richard Münch), verkörperte.
Helga Schlack heiratete 1966 den Schauspieler Peer Schmidt, mit dem sie bereits zu Beginn der 1960er-Jahre in den Kinofilmen Frau Irene Besser und Genosse Münchhausen gemeinsam vor der Kamera gestanden hatte. Diese Ehe hielt bis zu dessen Tod im Jahre 2010 und galt in Schauspielerkreisen als überaus glücklich. Das Ehepaar Schmidt-Schlack stand fortan häufig zusammen auf der Bühne, in Berlin wie auch auf Gastspielreisen oder in Frankfurt am Main, wo beide in den 1980er-Jahren an der Komödie auftraten. Nach der Hochzeit mit Schmidt beendete Helga Schlack ihre Kinofilmlaufbahn weitgehend und war seitdem nur noch sporadisch in Fernsehproduktionen zu sehen.

## Filmografie (Auswahl)
- 1959: Zwölf Mädchen und ein Mann
- 1959: … und noch frech dazu!
- 1960: Die Fastnachtsbeichte
- 1960: Eine Frau fürs ganze Leben
- 1961: Frau Irene Besser
- 1961: Das letzte Kapitel
- 1961: Heute gehn wir bummeln
- 1962: Genosse Münchhausen
- 1962: Das ist die Liebe der Matrosen
- 1962: Lieder klingen am Lago Maggiore
- 1964: Harlekinade (Fernsehfilm)
- 1965: Schüsse aus dem Geigenkasten
- 1965: Um null Uhr schnappt die Falle zu
- 1966: Die Rechnung – eiskalt serviert
- 1966: Ein idealer Gatte (Fernsehfilm)
- 1967: Unser Herr Diener (Fernsehfilm)
- 1967: Die Kollektion (Fernsehfilm)
- 1967: Sie schreiben mit – Studentenehe (Fernsehserie)
- 1968: Mehrmals täglich
- 1970: Polizeifunk ruft (Fernsehserie, Folge Vor der Verjährung)
- 1970: Tournee (Fernsehserie)
- 1974: Konny und seine drei Freunde (Fernsehserie)
- 1978: Kommissariat 9 (Fernsehserie, Folge Der Preisbrecher)
- 1981: Das Traumschiff – Grenada (Fernsehreihe, zus. mit Peer Schmidt)
- 1986: Love Jogging (Fernsehfilm, an der Seite Peer Schmidts)

## Hörspiele
- 1980: Der Maulkorb (nach Heinrich Spoerl) – Regie: Leopold Reinecke